# Learza
Learza (en euskera Leartza) es una aldea perteneciente al municipio de Etayo, situado en la Merindad de Estella, en la comarca de Estella Oriental de la Comunidad Foral de Navarra (España). Está en el valle de Valdega, al pie de la sierra de Cábrega. Su población en 2024 fue de 6 habitantes (INE).
Desemboca en Learza la carretera NA-7413, que es un ramal de la carretera NA-7410 que va de Oco a Piedramillera y Sorlada.

## Topónimo
En euskera significa ‘el zarzal’, de la(h)ar ‘zarza’ y el sufijo abundancial -tza. La primera vocal dismiló en «e» para evitar contraer con la segunda «a». Popularmente también se le llama Llarza.
En documentos antiguos el nombre aparece como: Laarça (1350, NEN); Orti de (1218, NEN); Laharca (1396, siglo XIV, NEN); Larça (1280, 1345, 1358, 1366, 1532, NEN); Larza (1591, NEN); Learça (1268, NEN).

## Historia
Este lugar perteneció al Valle del Ega, tras su disgregación fue incorporado al municipio de Etayo. En el campo se han encontrado restos arqueológicos de distintas épocas.

## Arte
Iglesia de San Andrés, del siglo XII y estilo románico. Fue declarada Monumento Histórico Artístico por el Real Decreto 3541/1983, de 28 de diciembre. Tiene un pórtico neoclásico del XVIII ante la entrada norte. En este, como en otras partes del edificio románico, se usó piedra local veteada con distintos tonos rojizos. 